# Espringala
La espringala era el nombre dado por los francos a sus primeras hondas.
Estas espringalas o espringallas estaban formadas por una cuerda triple, en cuyo centro había la pieza de cuero en que se colocaba el proyectil de piedra (galet o jalet) o de plomo (glaut).